# Syntomus nitidulus
Syntomus nitidulus es una especie de escarabajo de la familia Carabidae.

## Distribución geográfica
Se distribuye por la península ibérica (España y Portugal).